# Râul Valea Porumbenilor
Râul Valea Porumbenilor sau Râul Porumbeni este un râu din România, afluent al râului Câlniștea. 